# دم‌فلزی مسی
دم‌فلزی مسی (نام علمی: Metallura theresiae) گونه‌ای مرغ مگس در تبار خورشیدفرشته‌تباران (Lesbiini) از زیرتیرهٔ خورشیدیان (Lesbiinae) و بومی پرو است.